# Carl Jørgensen-Værebro
Carl Frederik Albert Jørgensen med tilnavnet Værebro (født 9. januar 1862 i Nedre Værebro, død 12. december 1936) var en dansk gårdejer og politiker. Han sad i Folketinget for Venstre fra 1918 til 1920.
Jørgensen-Værebro blev født i Nedre Værebro i Jyllinge Sogn vest for Ølstykke (nu sammenvokset med Jyllinge). Hans far var møller Jørgen Nielsen som drev landbrug, mølleri, maltgøreri og foderstofhandel. Jørgensen-Værebro ejede ejendommen Nedre Værebro på 124 tønder land fra 1886 til 1914 hvor han drev de samme erhverv som faren. Fra 1914 drev han kun landbrug, fra 1917 på gården Søbakkegård på 50 tønder land.
Han var sognerådsformand fra 1895 til 1913 og formand for Roskilde Amts Sogneraadsforening i en periode. Han var bestyrelsesmedlem i De samvirkende Sognerådsforeninger fra stiftelsen og var repræsentant for landkommunerne i Den kommunale Skattekommission af 1910.
Ved folketingsvalget i 1913 stillede han op mod Mads Larsen i Køgekredsen, men kunne ikke vinde over ham. Han kom i Folketinget for Venstre ved valget i 1918 på et tillægsmandat i Frederiksborg Amt og blev genvalgt i Frederiksborg Amtskreds i april og juli 1920, men opnåede ikke valg ved valget i september 1920. Han stillede ikke op igen.
Carl Jørgensen-Værebro døde i 1936.